# GSC3619-2007
GSC3619-2007 — хімічно пекулярна зоря спектрального класу A0, що має видиму зоряну величину в смузі V приблизно 10,7.